# Klaus Wolfermann
Klaus Wolfermann (Altdorf bei Nürnberg, 31 de marzo de 1946-18 de diciembre de 2024) fue un atleta alemán, especializado en la prueba de lanzamiento de jabalina en la que llegó a ser campeón olímpico en 1972.

## Carrera deportiva
En los JJ. OO. de Múnich 1972 ganó la medalla de oro en el lanzamiento de jabalina, con una marca de 90.48 metros que fue récord olímpico, superando al soviético Jānis Lūsis (plata) y al estadounidense Bill Schmidt (bronce).